# Франклін (Алабама)
Франклін (англ. Franklin) — місто (англ. town) в США, в окрузі Мейкон штату Алабама. Населення — 590 осіб (2020).

## Географія
Франклін розташований за координатами 32°27′11″ пн. ш. 85°48′32″ зх. д. / 32.45306° пн. ш. 85.80889° зх. д. (32.453027, -85.808854).  За даними Бюро перепису населення США в 2010 році місто мало площу 11,59 км², з яких 11,57 км² — суходіл та 0,02 км² — водойми.

## Демографія

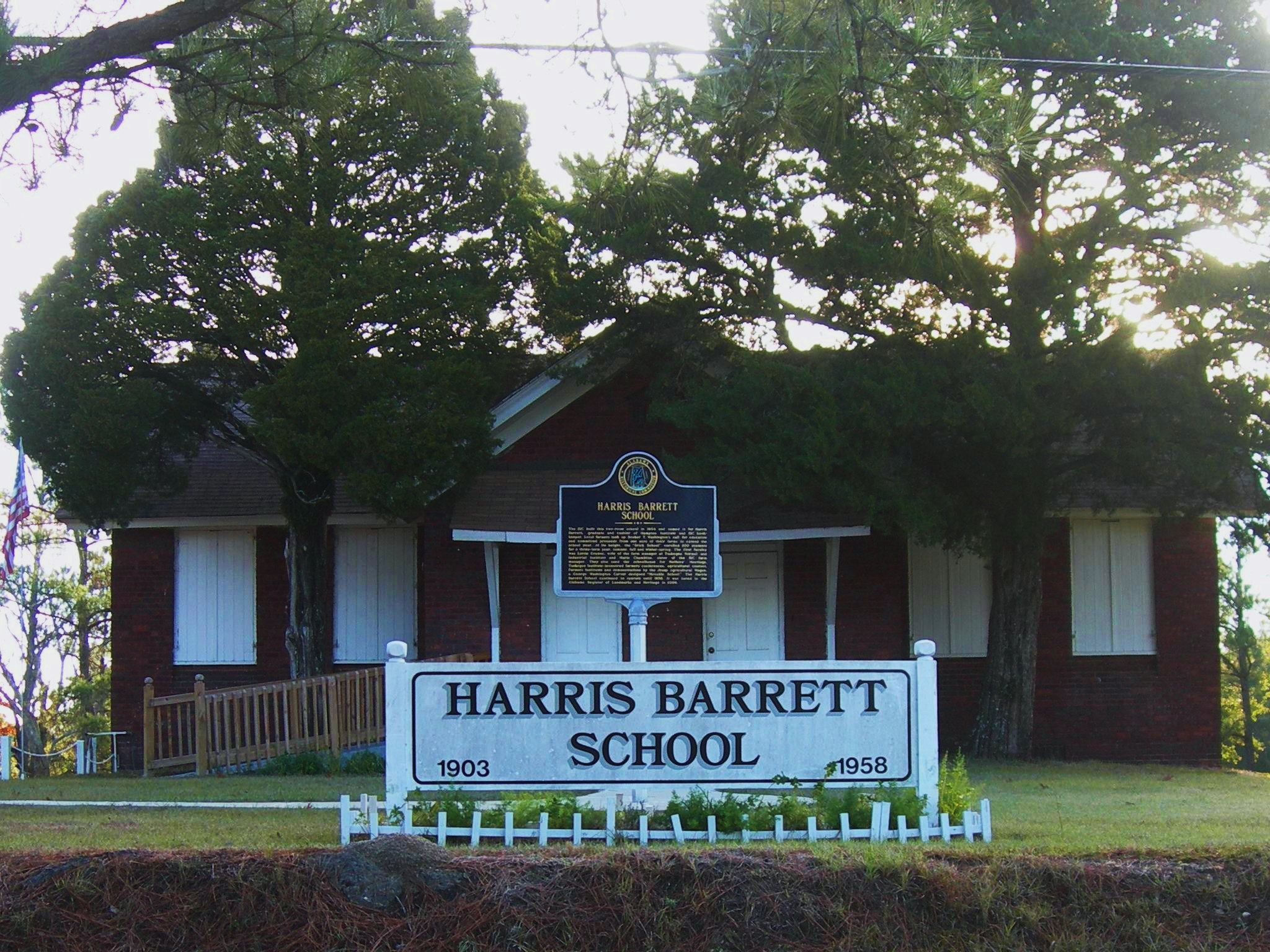
Школа Гарріс-Баррет, побудована в 1903 р. До 1952 р. була регіональним навчальним центром для нащадків рабів

Згідно з переписом 2010 року, у місті мешкало 149 осіб у 74 домогосподарствах у складі 44 родин. Густота населення становила 13 особи/км².  Було 85 помешкань (7/км²).
Расовий склад населення:
| - 49,7 % — чорних або афроамериканців - 47,7 % — білих - 1,3 % — азіатів |

До двох чи більше рас належало 1,3 %. Частка іспаномовних становила 0,0 % від усіх жителів.
За віковим діапазоном населення розподілялося таким чином: 16,8 % — особи молодші 18 років, 65,8 % — особи у віці 18—64 років, 17,4 % — особи у віці 65 років та старші. Медіана віку мешканця становила 49,3 року. На 100 осіб жіночої статі у місті припадало 101,4 чоловіків;  на 100 жінок у віці від 18 років та старших — 106,7 чоловіків також старших 18 років.
Середній дохід на одне домашнє господарство  становив 56 296 доларів США (медіана — 60 417), а середній дохід на одну сім'ю — 74 038 доларів (медіана — 67 083). За межею бідності перебувало 6,6 % осіб, у тому числі 0,0 % дітей у віці до 18 років та 16,7 % осіб у віці 65 років та старших.
Цивільне працевлаштоване населення становило 107 осіб. Основні галузі зайнятості: виробництво — 35,5 %, транспорт — 16,8 %, будівництво — 15,0 %.